# پیتر دوک
پیتر دوک (انگلیسی: Peter Doak؛ زادهٔ ۹ مارس ۱۹۴۴) شناگر اهل استرالیا بود.
وی در مسابقات کشوری و بین‌المللی در مجموع برندهٔ ۱ مدال طلا، ۱ مدال برنز شده است.